# シーボード・コースト・ライン鉄道

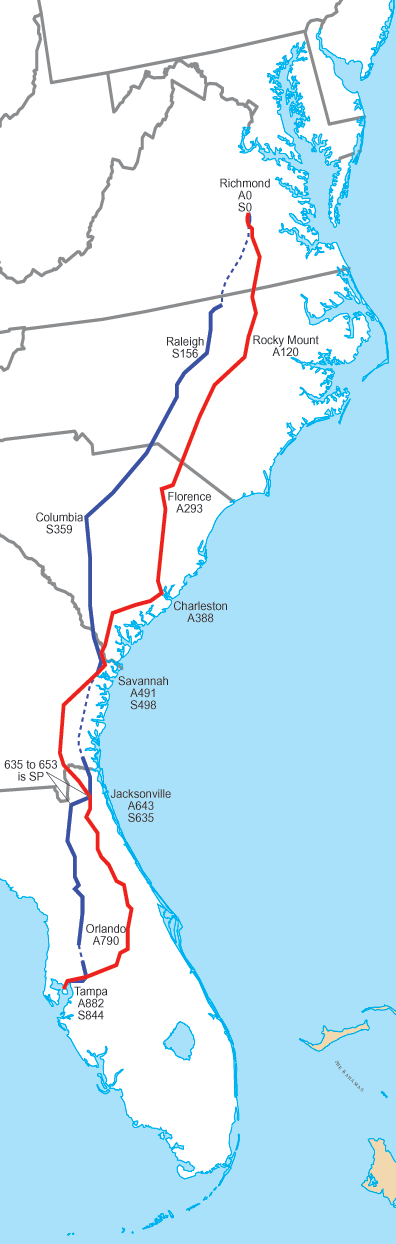
ACLとSALの幹線。のちにCSXのA線（赤）、S線（青）となる。

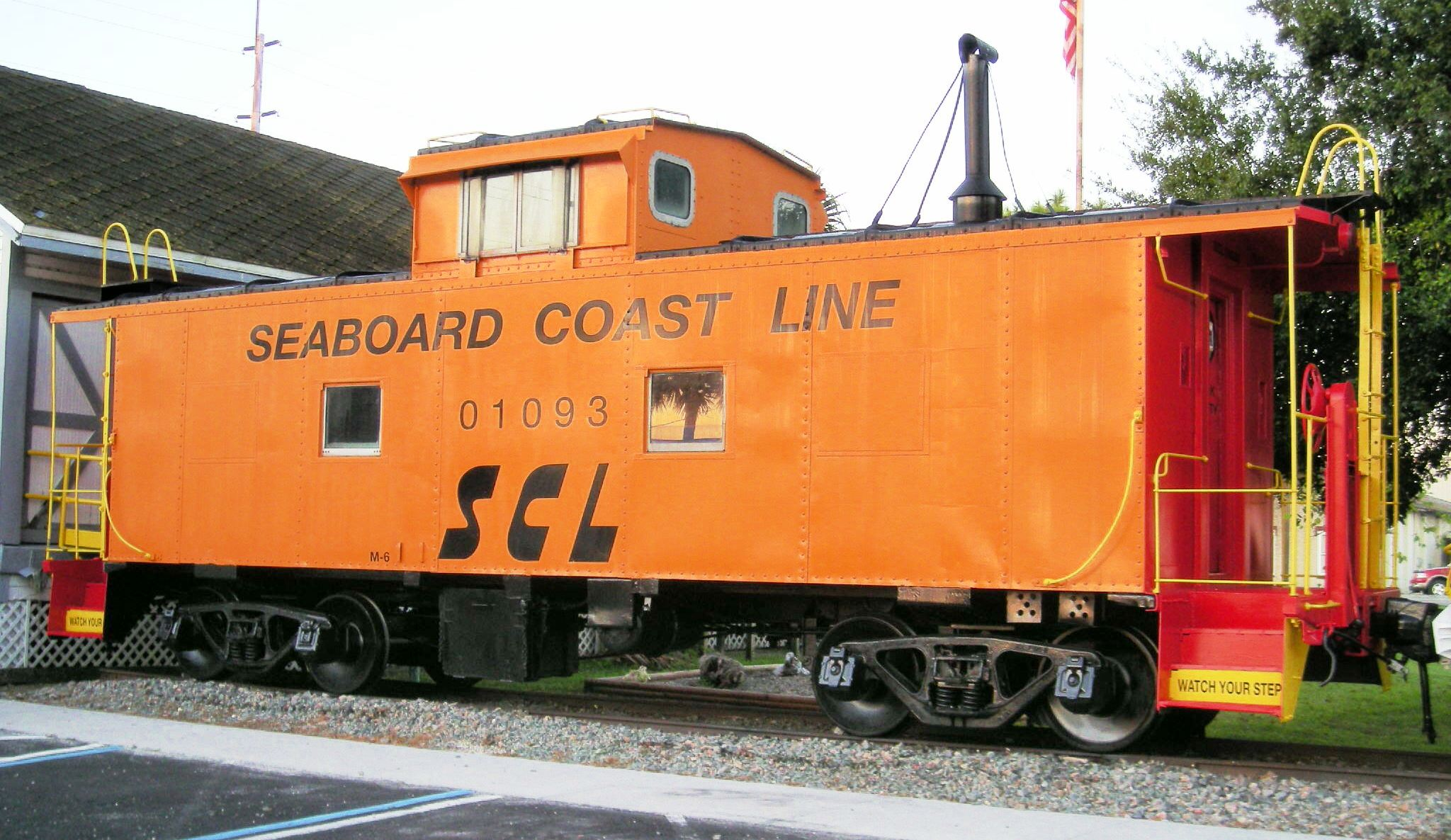
SCLのM-6形カブース。

シーボード・コースト・ライン鉄道(Seaboard Coast Line Railroad、略称SCL)は、1967年から1982年にかけてアメリカ合衆国に存在した鉄道事業者である。本項ではSCLの承継者であるシーボード・システム鉄道(SBD)についても述べる。

## 歴史
1967年7月1日、シーボード・エア・ライン鉄道(SAL)とアトランティック・コースト・ライン鉄道(ACL)が合併し、シーボード・コースト・ライン鉄道(SCL)が設立された。合併時点での路線延長は約1万マイル(約1万6,000km)、従業員数は2万3,000人を数えた。
1969年、持株会社シーボード・コースト・ライン・インダストリー(SCI)が設立され、その傘下に入った。SCIは1971年にルイビル・アンド・ナッシュビル鉄道(L&N)を買収し、SCLとあわせてファミリー・ライン（Family Line）と呼ばれる鉄道網を形成した。この間に、両鉄道は同じ塗装パターンを採用したが、運営はそれぞれ独立して行われた。
1980年、持株会社SCIは、チェサピーク・アンド・オハイオ鉄道(C&O)やボルチモア・アンド・オハイオ鉄道(B&O)の持株会社であったチェシー・システムと合併し、持株会社CSXコーポレーションとなった。この時点でも、各鉄道会社の運営は独立して行われていた。
1982年12月29日、SCLとL&Nは合併し、シーボード・システム鉄道(SBD)となった。1980年代には元々チェシー・システムが保有していた鉄道会社が合併を繰り返したが、その間、1986年7月1日にはSBDがCSXトランスポーテーション(CSXT)と改名。のちに、元チェシー・システム傘下の鉄道がそこに加わり、現在の持株会社＝CSXコーポレーション、鉄道＝CSXトランスポーテーション、という関係に整理された。

## ジュース・トレイン
SCLは、1970年からジューストレインと呼ばれる貨物列車を運行していた。これは、トロピカーナのフレッシュオレンジジュースを運ぶもので、一編成すべてにジュースが積まれたその総量は100万ガロン(約3,785kl)にもなり、1マイルもの長さとなった。フロリダ州ブレイデントンとニュージャージー州カーニーとの間を1週間に1往復していた。
今日では、SCLの承継者であるCSXがCSXジュース・トレインを運行している。腐敗しやすい荷物を高効率で輸送する現代の鉄道貨物輸送の好例とされ、その輸送効率の高さにおいて賞を受けた。

## 運行拠点
- フロリダ州ジャクソンビル、タンパ
- ジョージア州アトランタ、サバンナ、ウェイクロス (ジョージア州)
- サウスカロライナ州フローレンス
- ノースカロライナ州ロッキーマウント、ローリー
- CN&L(元コロンビア・ニューベリー・アンド・ローレンス鉄道)
- GM鉄道